# سیما لوزانیک
سیما لوزانیک (انگلیسی: Sima Lozanić؛ زاده ۲۴ فوریهٔ ۱۸۴۷ درگذشته ۷ ژوئیه ۱۹۳۵) یک شیمی‌دان بود.